# 강대희 (축구인)
강대희(한국 한자: 姜大熙, 1977년 2월 2일 ~ )는 대한민국의 전 축구 선수이며, 포지션은 미드필더였다.

## 축구인 경력
선수 생활을 정리하고는 지도자의 길을 걸었으며, 현재는 축구 관련 유튜브 활동을 하고 있다.